# 高振衡
高振衡（1911年6月21日—1989年11月14日），男，籍贯浙江绍兴，生于北京，中国有机化学家。曾任南开大学化学系教授、系主任。主要研究领域为物理有机化学。

## 生平
1934年毕业于清华大学。1946年获美国哈佛大学博士学位。文革結束後，高振衡教授担任了化学系系主任負責善後。停顿了十多年之久的教师职称晋升工作在1978年得以恢复。1980年当选为中国科学院学部委员（院士）。